# World Team Challenge 2003
Il World Team Challenge 2003 si è svolto il 27 dicembre alla Veltins-Arena di Gelsenkirchen.
La competizione si articola in due fasi: una prima gara in mass start e una seconda gara di inseguimento, con distacchi dimezzati. 

## Risultati
| Pos | Atleti                                        | Nazione   | Tempo   |
| --- | --------------------------------------------- | --------- | ------- |
| 1   | Ole Einar Bjørndalen e Gunn Margit Andreassen | Norvegia  | 50:31,0 |
| 2   | Michael Greis e Katja Beer                    | Germania  | +0:29,3 |
| 3   | Ricco Groß e Kati Wilhelm                     | Germania  | +0:35,4 |
| 4   | Peter Sendel e Katrin Apel                    | Germania  | +0:56,8 |
| 5   | Pawel Rostowzew e Olga Saizewa                | Russia    | +1:06,3 |
| 6   | Halvard Hanevold e Linda Tjørhom              | Norvegia  | +1:10,8 |
| 7   | Vincent Defrasne e Corinne Niogret            | Francia   | +1:17,5 |
| 8   | Frank Luck e Sabrina Buchholz                 | Germania  | +1:23,0 |
| 9   | Tomáš Holubec e Kateřina Holubcová            | Rep. Ceca | +1:36,8 |
| 10  | Andreas Birnbacher e Uschi Disl               | Germania  | +1:46,3 |
| 11  | Paavo Puurunen e Eija Salonen                 | Finlandia | +2:04,1 |
| 12  | Raphaël Poirée e Sandrine Bailly              | Francia   | +2:07,4 |